# 名古屋式驾驶
名古屋式驾驶（日语：／ Nagoyabashiri */?），是指日本爱知县名古屋市及周边地区特有的不良驾驶以及违反道路交通法驾驶风格的总称。此称呼并非指所有名古屋司机，而是包括全日本一部分驾驶素质极低的司机。
顺从2003年直到2018年，爱知县一直是日本全国交通事故死者数最多的地区。

## 特征
以下特征仅适用于日本道路交通法。

### 不遵守交通信号
经常在信号即将改变的时候进入十字路口。黄灯时不带任何犹豫直接开进路口，红灯时却像平常的黄灯一样，确认路况后闯入路口。这也是“名古屋式驾驶”的典例。
甚至有人一边打右转向灯往左拐（反之亦可）。还有一些人看到前车停在黄灯前，还要变道超过前车，冲过路口。更过分的是还有人在其后面打喇叭。

### 超速
只要车道够宽，路况良好，就经常无视速度限制。不到红灯面前绝不减速，即使能看到前方的红色信号机。
虽然爱知县警察要求卡车，巴士，以及出租车司机为普通车做典范，但常常因为和周围司机的行驶速度不匹配而被后车打喇叭甚至路怒，结果也不了了之。

### 不打转向灯就变更车道
经常在变更车道的时候不打转向灯，或者在变更车道前一瞬间打转向灯。其次，经常在2车道以上的道路中连续变更车道（比如从最左侧直接跨过中间车道变到最右侧）。甚至还有在十字路口内变更车道的。

### 跨车道驾驶
经常跨车道驾驶，频繁变道，即使是在禁止变道路段也要这么做。

### 违规使用右转车道
经常从右转车道直行超车，通过信号后又变回可以直行的车道。

### 提前右转
右转时，经常在变成绿灯的一瞬间急加速，在对面车道的直行车驶入十字路口之前先行右拐或调头。

### 右转时超车
经常在前车等待右转的时候从后面先行右转。

### 无视行人
经常无视准备跨越人行横道的行人，也无视汽车以外的交通工具（摩托车，自行车等）。

### 停车
经常在人行横道以及十字路口长时间停车。

### 不保持车距
旁边车道行驶中的两车之间的车距只要长于一个车身，就毫不犹豫往里加塞。

## 腳註

### 來源
1. 1 2 3 4 5 6 7  . 中日新聞.   [2016-10-11]. （原始内容存档于2013-07-05）.
2. ↑  警察庁.  (Excel,PDF) (报告). 2020-02-13  [2020-03-16]. （原始内容存档于2021-04-16）.
3. ↑  「中日新聞」1992年6月2日 朝刊14面 「緊急報告 多発する交通死(上) 信号無視 “名古屋走り”の象徴 事故原因、高い比率示す」
4. ↑  asahi.com（朝日新聞社）2009年3月12日「愛知県警が「名古屋走り」撲滅作戦　幹線道の信号調整」
5. ↑  .   [2012-07-03]. （原始内容存档于2021-06-16）.
6. ↑  命奪う「名古屋走り」　事故死ワースト脱却へ苦闘 （页面存档备份，存于） - 日本経済新聞,2012年7月12日
7. ↑  マナー悪い「名古屋走り」でも恐怖の荒技「右折フェイント」 （页面存档备份，存于）　週刊NEWSPOST 2016年10月10日 07:00配信　同日閲覧 週刊ポスト2016年10月14・21日号にも掲載
8. ↑  牛田正行『名古屋まる知り新事典』（ゲイン,2005）209頁「なごやばしり〔名古屋走り〕」之项